# Himango
Himango (finska: Himanka)  är en ort och före detta kommun i landskapet Norra Österbotten. Himango hade 3 023 invånare (31 december 2009) och hade en yta på 649,84 km² (varav 393,37 km² vatten). Kommunen uppgick i Kalajoki stad 1 januari 2010, och överfördes därmed från landskapet Mellersta Österbotten. I den länsindelning som avskaffades vid samma årsskifte ingick Himango i Västra Finlands län.
Kommunen var enspråkigt finsk.

## Historia

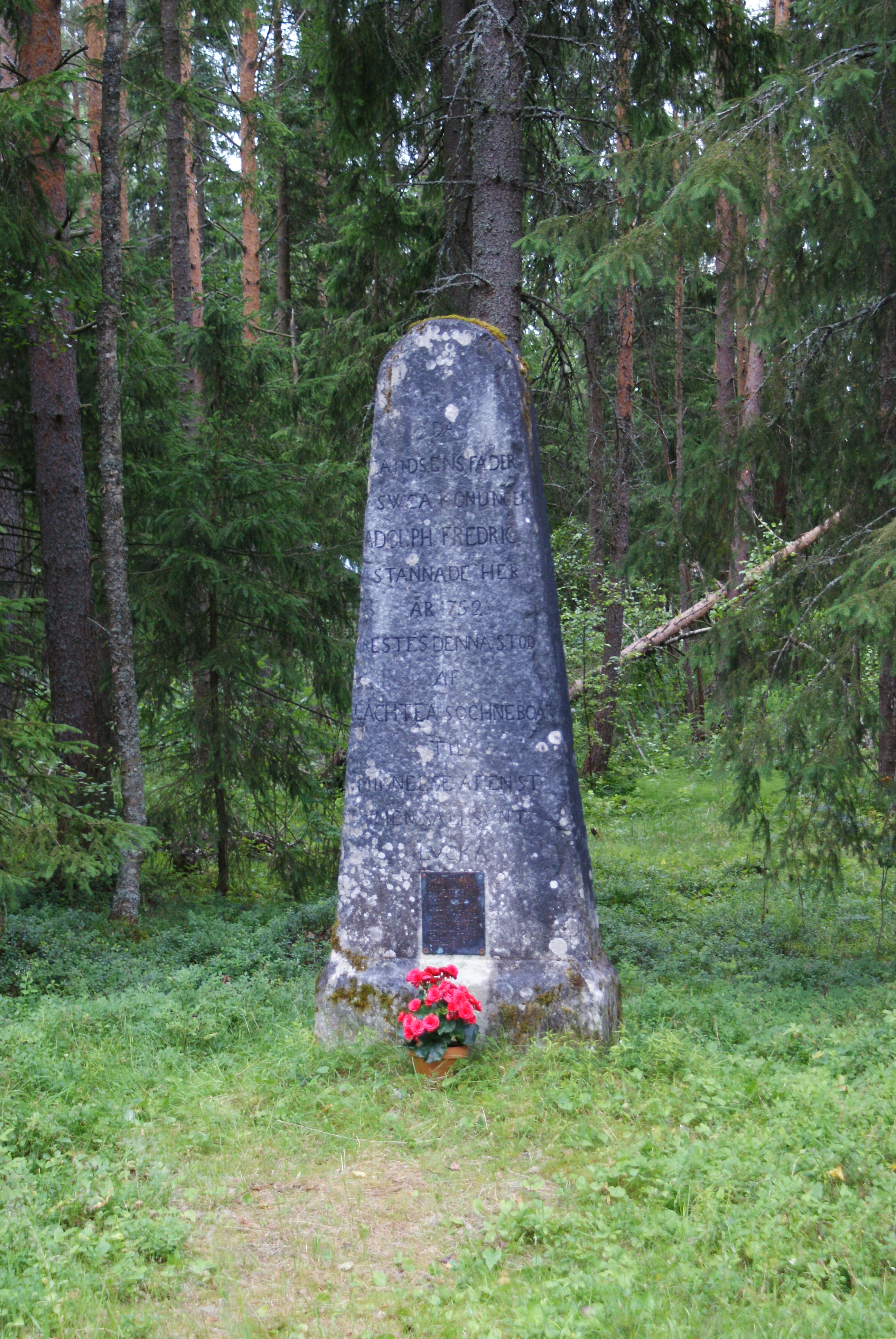
Minnesstenen strax utanför Himango.

På genomresa 1752 rastade konung Adolf Fredrik och intog middag under en gran vid vägen nära Parkki gård, några kilometer norr om Himangos kyrka. På platsen restes därefter av socknemännen en 2,3 m. hög vård av granit "till minnelse af denna stora, men sällsynta lycka", enligt den gyllene inskriften. 
I oktober 1808 lät af Klercker befästa marknadsplatsen vid Himango. Kyrkbacken söder om Himangoån bildade ställningens kärna och skyddades av tre bastionerade verk. På högra flygeln, närmast åns utlopp, byggdes en ny bro, som försvarades av ett batteri på norra stranden, där även ett batteri anlades på vänstra flygeln, som dessutom skyddades med hjälp av förhuggningar. Även förpostkedjan framför Kannus by skyddades av förhuggningar samt skuldervärn. 30 och 31 oktober utrymdes emellertid utan svärdsslag den med så mycken möda anordnade ställningen, och en mindre avdelning kvarlämnades för att rasera befästningarna.

## Orter
- Ainali
- Himankakylä
- Pahkala
- Pernu
- Pöntiö
- Rautila
- Saarenpää
- Tomujoki
- Torvenkylä
- Hillilä

## Politik

### Mandatfördelning i Himango kommun, valen 1976–2008
| 6 | 1 | 13 | 1 |

| 5 | 1 | 13 | 2 |

| 5 | 2 | 1 | 12 | 1 |

| 4 | 1 | 1 | 13 | 2 |

| 5 | 1 | 1 | 13 | 1 |

| 3 | 1 | 2 | 14 | 1 |

| 4 | 1 | 15 | 1 |

| 4 | 1 | 15 | 1 |

| 12 | 9 |

| 4 | 1 | 16 |

| 15 | 6 |